# Wilsonia (vogels)
Het geslacht Wilsonia is opgeheven.
- de monnikszanger (Wilsonia citrina) is ondergebracht in het geslacht Setophaga
- de Canadese zanger) (Wilsonia canadensis) is ondergebracht in het geslacht Cardellina
- Wilsons zanger (Wilsonia pusilla)  is ondergebracht in het geslacht Cardellina